# Goulds koketkolibrie
De Goulds koketkolibrie (Lophornis gouldii) is een vogel uit de familie Trochilidae (kolibries). De vogel is genoemd naar de Engelse ornitholoog John Gould.

## Verspreiding en leefgebied
Deze soort is endemisch in noordoostelijk en centraal Brazilië.

## Status
De grootte van de populatie is in 2021 geschat op 28-376 duizend volwassen vogels. Op de Rode lijst van de IUCN heeft deze soort de status niet bedreigd.  